# Watertoren (Utrecht Riouwstraat)
De watertoren aan de Riouwstraat in de Nederlandse stad Utrecht werd in 1897 gebouwd.
De bouwlocatie was in de nieuwe woonwijk Lombok, waaromheen tal van industrie was gevestigd. Het was destijds, na de watertoren aan de Lauwerhof die al in 1896 gereed kwam, de tweede watertoren in Utrecht. Het ontwerp is van de architect L.C. Dumont die in dienst was van de Utrechtsche Waterleiding Maatschappij. De Goudse aannemer Dessing die al eerder de watertoren aan de Lauwerhof liet verrijzen, bouwde de zo'n 38 meter hoge watertoren aan de Riouwstraat voor een bedrag destijds van ruim 36.000 gulden.
Nadat de watertoren aan de Riouwstraat in 1937 al enkele jaren niet meer in werking was, werd deze gesloopt om redenen van te lage hoogte, verzwaring van het buizennet en/of te hoge onderhoudskosten.